# Ляховский (посёлок)
Ляховский — опустевший поселок в Венёвском районе Тульской области в составе Грицовского сельского поселения.

## География
Поселок находится в северо-восточной части Тульской области на расстоянии приблизительно 25 км на юг-юго-запад от города Венёв, административного центра.

## История
Поселок был отмечен на карте перед Великой Отечественной войной как населенный пункт Ляхово с 21 двором. По состоянию на 2020 год представляет собой урочище.

## Население
Постоянное население не было учтено как в 2002 году, так и в 2010.